# Conrad Gebhardt
Conrad Gebhardt (* 27. Januar 1791 in Fürth; † 23. Februar 1864) war ein Fürther Kaufmann und Politiker.

Conrad Gebhardt im Fürther Stadtmuseum

Conrad Gebhard war im Magistrat und im Gemeindekollegium der Stadt Fürth tätig. Er wurde in die Frankfurter Nationalversammlung gewählt und gehörte dieser in der Zeit vom 18. Mai 1848 bis zum 8. November 1848 als Vertreter der nationalliberalen Casino-Fraktion an. 
Gebhardt vermachte seine Sammlung von Büchern, Manuskripten, Stichen und Gemälden der Stadt Fürth mit der Auflage, diese in einer „angemessenen Räumlichkeit“ zur „Förderung der Bildung hiesiger Einwohnerschaft“ zu verwenden. Gebhardts Sammlung bildet den Ausgangbestand des Fürther Stadtmuseums, das allerdings erst 1937 eröffnet wurde.
| Personendaten    | Personendaten                    |
| ---------------- | -------------------------------- |
| NAME             | Gebhardt, Conrad                 |
| KURZBESCHREIBUNG | deutscher Kaufmann und Politiker |
| GEBURTSDATUM     | 27. Januar 1791                  |
| GEBURTSORT       | Fürth                            |
| STERBEDATUM      | 23. Februar 1864                 |